# Convențiile de la Haga din 1899 și 1907

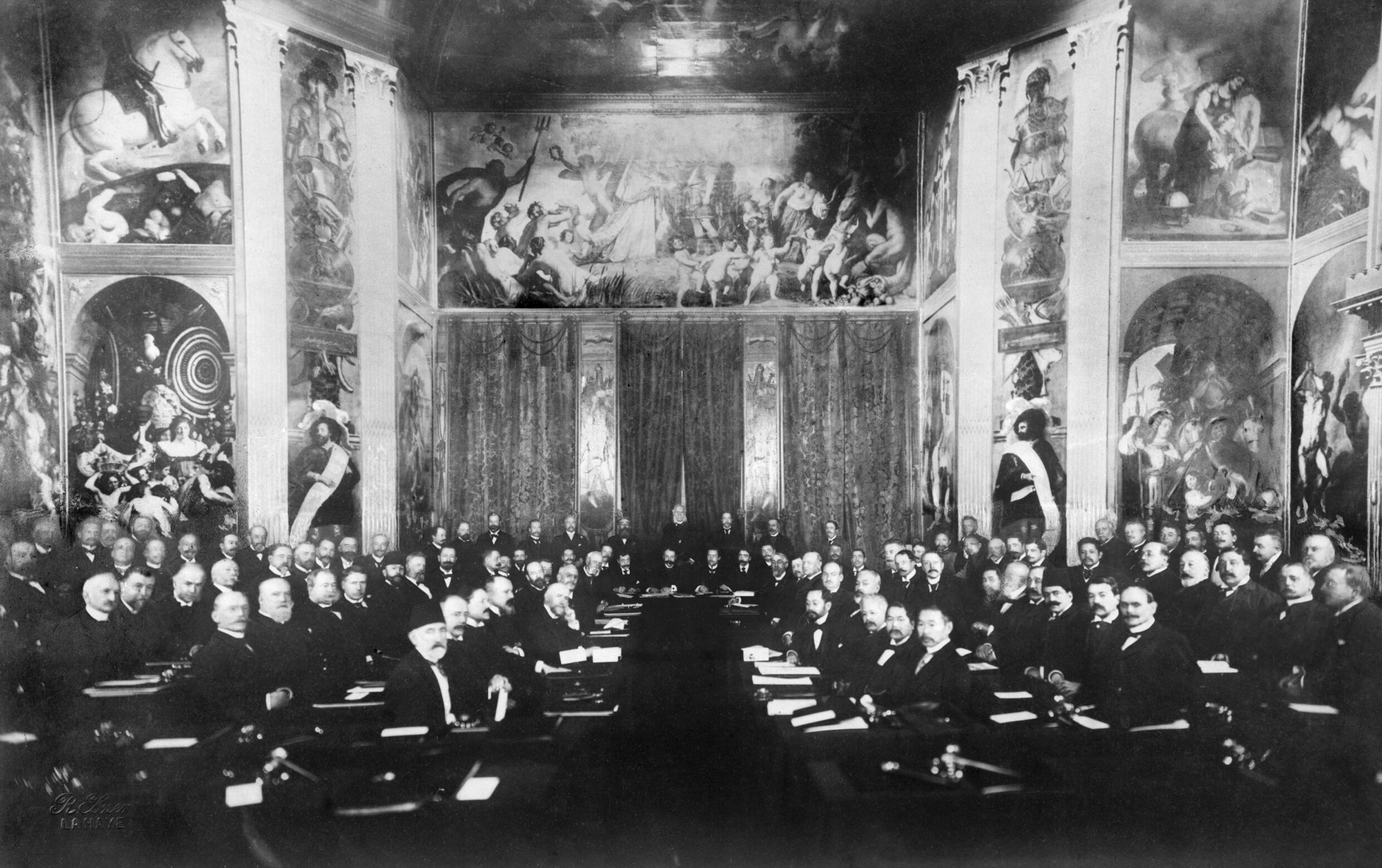
Prima Conferință de la Haga mai-iunie 1898

Convențiile de la Haga din 1899 și 1907 au fost două tratate negociate la conferințele de pace din Haga în Olanda. Prima conferință de la Haga a fost semnată în 1899, iar a doua conferință de la Haga în 1907. Alături de Convențiile de la Geneva, Convențiile de la Haga erau primele reglementări despre legile despre purtarea războaielor și crime de război. O a treia conferință era planificată pentru 1914, reprogramată pentru a se ține în 1915, dar nu a fost ținută niciodată din cauza începerii Primului Război Mondial.
Eforturile principale ale celor două conferințe se îndreptau spre crearea unui tribunal internațional care să arbitreze și să rezolve disputele internaționale, considerate necesare pentru a înlocui instituția războiului. Aceste eforturi au eșuat atât în 1899 cât și în 1907. 
Prima Conferință a fost în general un succes și s-a concentrat pe eforturile de dezarmare.
Cea de-a doua Conferință a eșuat în crearea unui tribunal internațional pentru arbitraj obligatoriu, dar a lărgit mecanismul arbitrajului voluntar și a stabilit reguli de recuperare a datoriilor, legi ale războiului și drepturile și obligațiile țărilor neutre.
Alături de dezarmare și arbitraj obligatoriu, ambele conferințe includeau negocieri cu privire la legile războiului și crimele de război.  
Multe dintre regulile stabilite la Convențiile de la Haga au fost violate în Primul Război Mondial. De exemplu una dintre acestea a fost Invazia germană a Belgiei prin care a fost încălcat vol. III stabilit la Conferința din 1907 conform căruia niciun stat nu poate începe ostilitățile fără o prevenire explicită a celeilalte.

## Convenția de la Haga din 1899

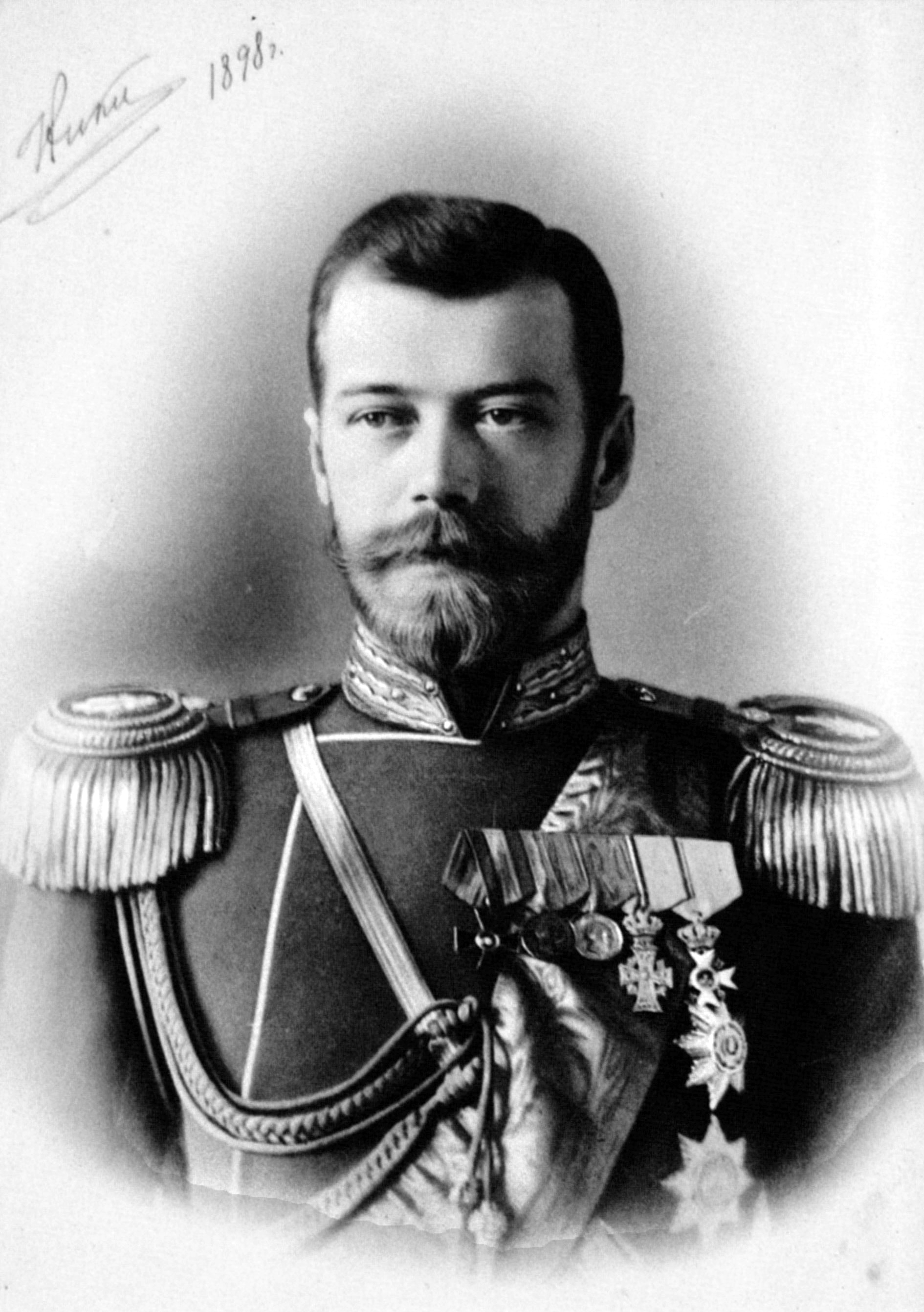
Țarul Nicolae al II-lea

Conferința de pace a fost propusă în 29 august 1898 de țarul Nicolae al II-lea și contele Mihail Nikolaevici Muraviov, ministrul de externe de atunci al Rusiei.
Conferința a început 18 mai 1899, în data zilei de naștere al țarului. Convenția a fost semnată în 29 iunie al aceluiași an, intrând în vigoare la data de 4 septembrie 1900. Convenția de la Haga din 1899 are formată din patru secțiuni principale și trei declarații adiționale, care erau: 
- Secț. I. Rezolvarea pașnică a disputelor internaționale. Această secțiune includea crearea unei Curți permanente de arbitraj.
- Secț. II. Legi și obiceiuri de purtarea războaielor terestre
- Secț. III. Adaptarea Principiilor Conferinței de la Geneva din 1864 pentru războiul maritim.
- Secț. IV. Interzicerea aruncării proiectilelor și explozibililor din baloane.
- Declarația I. Despre aruncarea proiectilelor și explozibililor din baloane.
- Declarația II. Despre folosirea gazelor de luptă
- Declarația III. Despre folosirea gloanțelor care se deformează ușor sau se extind în corpul uman.

## Convenția de la Haga din 1907

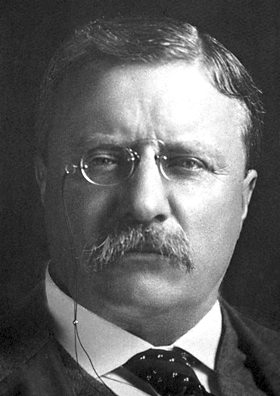
Theodore Roosevelt

Cea de-a doua conferință s-a reunit la inițiativa președintelui american Theodore Roosevelt din 1904, dar a fost amânată datorită războiului care a izbucnit între Rusia și Japonia.
Cea de-a doua conferință s-a ținut între 15 iunie - 18 octombrie 1907 pentru a extinde cele stabilite la prima conferință, să modifice unele părți și să adauge altele, cu îndreptarea eforturilor în principal asupra războiului maritim.
Britanicii au încercat să asigure limitarea armamentului, dar au întâmpinat rezistență din partea altor puteri conduse de Germania, care se temea că Marea Britanie încearcă să împiedice creșterea flotei germane.
Dreptul internațional umanitar contemporan conține:
- A treia Convenție de la Haga: Convenția  referitoare la începerea ostilităților (Haga, 18 octombrie 1907)
- A patra Convenție de la Haga: Convenția privind legile și obiceiurile războiului pe uscat (Haga, 18 octombrie 1907)
- Anexa la cea de-a patra Convenție de la Haga din 1907: Regulamentul privind respectarea legilor și obiceiurilor războiului pe uscat (Haga, 18 octombrie 1907)